# Hennepin (Illinois)
Hennepin is een plaats (village) in de Amerikaanse staat Illinois, en valt bestuurlijk gezien onder Putnam County.

## Demografie
Bij de volkstelling in 2000 werd het aantal inwoners vastgesteld op 707. In 2006 is het aantal inwoners door het United States Census Bureau geschat op 702, een daling van 5 (-0,7%).

## Geografie
Volgens het United States Census Bureau beslaat de plaats een oppervlakte van 14,4 km², waarvan 13,5 km² land en 0,9 km² water.

## Plaatsen in de nabije omgeving
De onderstaande figuur toont nabijgelegen plaatsen in een straal van 16 km rond Hennepin.